# Gåsøya
Gåsøya est une île de l'archipel de la commune de Bærum,  dans le comté d'Akershus en Norvège.

## Description
L'île de Gåsøya se trouve l'Oslofjord intérieur au sud de l'île d'Ostøya et entre celle-ci et Nesodden. Elle mesure un peu plus d'un kilomètre de long et possède quelques îlots plus petits à l'intérieur des terres vers Ostøya. Il y a un phare à l'est de l'île qui fait partie de la route de navigation vers Oslo. L'île compte un bon nombre de résidences privées.
Gåsøya est situé dans la zone de bordure très orientale du rift d'Oslo et se compose de couches précambriennes de dépôts de fond marin de schiste et de calcaire.

## Galerie

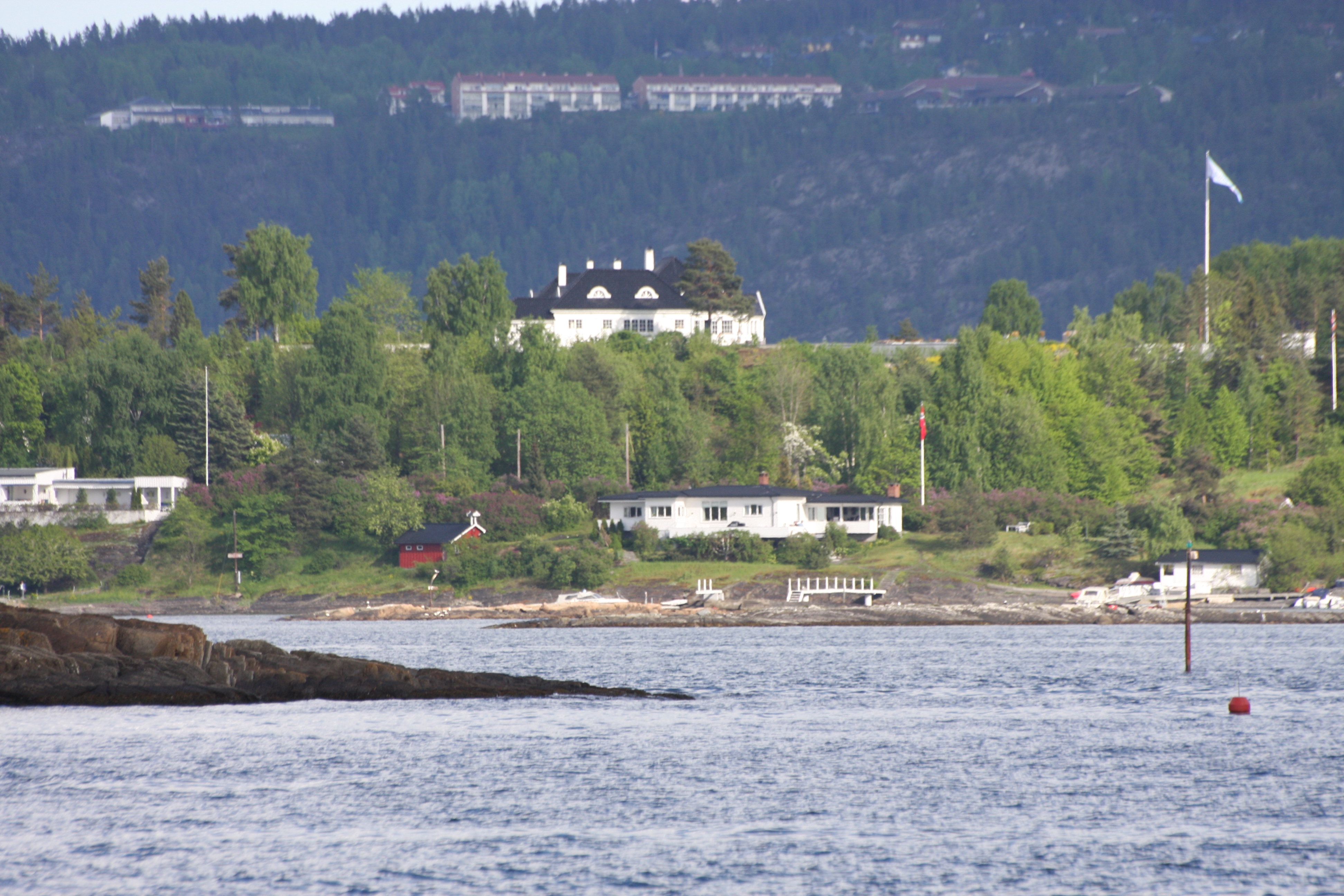
Résidences sur l'île